# Tannery Brook (dopływ West Branch East River)
Tannery Brook – strumień (brook) w kanadyjskiej prowincji Nowa Szkocja, w hrabstwie Pictou, płynący w kierunku południowo-wschodnim i uchodzący do West Branch East River; nazwa urzędowo zatwierdzona 20 kwietnia 1976.